# Сокіл (фільм)
«Сокіл» (інша назва: «Фалькон») — радянський художній фільм 1990 року, знятий режисерами Кобою Цакадзе і Грегом Палмером.

## Сюжет
За мотивами старовинної російської казки про Фініста Ясного Сокола. Про дівчину Анну та її нареченого Федора. Про те, як вони шукали своє щастя.

## У ролях
- Еріка Вакморун — Анна
- Леван Учанейшвілі — Федір
- Ія Парулава — роль другого плану
- І. Рухадзе — роль другого плану

## Знімальна група
- Режисери — Коба Цакадзе, Грег Палмер
- Сценаристи — Коба Цакадзе, Грег Палмер
- Оператор — Арчіл Ахвледіані
- Композитор — Дато Євгенідзе
- Художник — І. Шенгелія